# Miss Mato Grosso do Sul
Miss Mato Grosso do Sul (também conhecido como Miss Universo Mato Grosso do Sul) é um concurso de beleza feminino de nível estadual válido para a disputa de Miss Brasil, único caminho para a coroa de Miss Universo. O evento é coordenado atualmente pela produtora de eventos Lilian Chamma e desde sua primeira participação no nacional, em 1979, conquistou apenas uma coroa, com Michela Marchi em 1998, que foi uma das dez semifinalistas do Miss Universo daquele mesmo ano.

## Tabela de Classificação
Abaixo a performance das sul-matogrossenses no Miss Brasil:
| Posição       | Performance |
| ------------- | ----------- |
| Miss Brasil   | 1           |
| 2º. Lugar     | 1           |
| 3º. Lugar     | 1           |
| 4º. Lugar     | 2           |
| 5º. Lugar     |             |
| Semifinalista | 9           |
| Finalista     | 1           |
| Total         | 15          |

### Premiações Especiais
- Miss Simpatia: Ana Flora Nimer (2001)

- Miss Elegância: Ana Carina Góis (1996)

- Miss Voto Popular: Patrícia Machry (2013)

## História
Depois do Tocantins, o Mato Grosso do Sul é o segundo Estado mais jovem criado pela Constituição Federal do Brasil. Estreante no certame nacional máximo da beleza da mulher brasileira, o Miss Brasil 1979, o Mato Grosso do Sul aclamou uma mato-grossense para representá-lo, Vânia Regina Torraca foi uma das semifinalistas da competição naquele ano. O Estado só foi conhecer uma miss originária de sua terra no ano seguinte, em 1980, quando Nélia Araújo Delgado, que é natural de Campo Grande, foi ao Miss Brasil 1980. 
Após a sua entrada, o período que mais rendeu classificações para Mato Grosso do Sul foi nos anos 80. Com duas semifinalistas e uma miss em terceiro e segundo lugar, respectivamente a Ana Cristina Cestari e a campo grandense Denize Demirdjian, o Estado já se destoava dos demais. A Miss Mato Grosso do Sul de 1985, Kátia de Oliveira Pereira é filha da Miss Mato Grosso 1962 Delcy de Oliveira Pereira, esta última já falecida, ambas de Aquidauana.
Já nos anos 90 duas não-nascidas no Estado se destacaram, a catarinense Karlotte Testoni aclamada em 1992 e a paulista Ana Carina Homa ficou na quarta colocação do Miss Brasil 1996. Em 1995 coube à candidata a vereadora por Corumbá (em 2012) representar o Estado, Cláudia Provenzano de Arruda. Dos municípios, Dourados se destacou, além de eleger uma vencedora estadual também elegeu a primeira Miss Brasil para o Estado. A douradense Michella Marchi levou a cultura e a beleza de seu país para o Miss Universo 1998 realizado no Havaí, Estados Unidos. Se tornando uma das dez semifinalistas, a douradense finalizou sua participação em 6º. Lugar.
Com exceção da mato-grossense de 2000, todas as misses posteriores são nascidas no Mato Grosso do Sul. Os anos 2000 acarretaram apenas três classificações para o Estado. A amambaiense Rhaíssa Espíndola foi a que chegou mais próxima do título após a vitória de sua conterrânea em 1998, ficando em 4º. Lugar. Sem realização de concurso em 2013, a organização local enviou a sidrolandense Patrícia Machry para a disputa nacional, a bela morena de olhos claros fisgou uma vaga entre as quinze mais belas pelo voto popular, algo inédito para o Estado.

## Coordenações
Ficaram a frente da escolha estadual:
- de 1979 a 1980: Diários & Emissoras Associados.

- de 1981 a 1989: Sistema Brasileiro de Televisão (SBT).

- de 1994 a 2004: Edenir Vaz (Produtora de Eventos). [6]

- de 2005 a 2010: Claudinei Aquino e Ney Amaral (Cabeleireiros).

- de 2011 a 2014: Melissa Tamaciro (Empresária).

- em 2015: Evandro Hazzy (Jornalista).

- de 2016 a 2017: Warner Wilon (Colunista Social).

- de 2018 a 2020: Kátia Oliveira (Empresária).

- de 2021 a 2022: Muryllo Lorensoni (Publicitário).

- em 2023: Frank Rossatte (Produtor Cultural). [7]

- em 2024: Edivaldo Souza (Empresário).

- desde 2025: Lilian Chamma (Produtora de eventos).

## Vencedoras
- Tornou-se Miss Brasil
- A candidata renunciou ao título estadual.

| Ano  | Participação                                            | Vencedoras                                              | Representação                                           | Colocação                                               | No Miss Universo                                        |
| ---- | ------------------------------------------------------- | ------------------------------------------------------- | ------------------------------------------------------- | ------------------------------------------------------- | ------------------------------------------------------- |
| 2025 | 43ª                                                     | Érica Cássia Gonçalves da Silva                         | Campo Grande                                            | Finalista (Top 06)                                      |                                                         |
| 2024 | 42ª                                                     | Lucilene de Oliveira Gonçalves                          | Rio Brilhante                                           |                                                         |                                                         |
| 2023 | 41ª                                                     | Rebeca Campos Vianna                                    | Campo Grande                                            |                                                         |                                                         |
| 2022 | 40ª                                                     | Giovanna Grigolli                                       | Três Lagoas                                             |                                                         |                                                         |
| 2021 | 39ª                                                     | Maria Eduarda Giraldi                                   | Dourados                                                |                                                         |                                                         |
| 2020 | A Miss Brasil foi indicada, portanto não houve disputa. | A Miss Brasil foi indicada, portanto não houve disputa. | A Miss Brasil foi indicada, portanto não houve disputa. | A Miss Brasil foi indicada, portanto não houve disputa. | A Miss Brasil foi indicada, portanto não houve disputa. |
| 2019 |                                                         | Priscilla Vacchiano                                     | Campo Grande                                            | Destronada: Gravidez.                                   |                                                         |
| 2019 | 38ª                                                     | Kasiane Klein                                           | Iguatemi                                                | Não disputou, assumiu.                                  |                                                         |
| 2018 | 37ª                                                     | Giovanna Grigolli                                       | Três Lagoas                                             |                                                         |                                                         |
| 2017 | 36ª                                                     | Isabela Cavalcante                                      | Aquidauana                                              |                                                         |                                                         |
| 2016 | 35ª                                                     | Yara Deckner Volpe                                      | Campo Grande                                            |                                                         |                                                         |
| 2015 | 34ª                                                     | Camila Ferreira Greggo                                  | Glória de Dourados                                      |                                                         |                                                         |
| 2014 | 33ª                                                     | Érika Rodrigues de Moura                                | Três Lagoas                                             |                                                         |                                                         |
| 2013 | 32ª                                                     | Patrícia Machry Barbosa                                 | Sidrolândia                                             | Semifinalista (Top 15)                                  |                                                         |
| 2012 | 31ª                                                     | Karen Recalde Rodrigues                                 | Três Lagoas                                             |                                                         |                                                         |
| 2011 | 30ª                                                     | Raíza Machado Vidal                                     | Ivinhema                                                | Semifinalista (Top 10)                                  |                                                         |
| 2010 | 29ª                                                     | Kátia Martins Talon                                     | Naviraí                                                 | Semifinalista (Top 15)                                  |                                                         |
| 2009 | 28ª                                                     | Pilar Velásquez                                         | Campo Grande                                            | Semifinalista (Top 15)                                  |                                                         |
| 2008 | 27ª                                                     | Tainara Terena F. da Silva                              | Aquidauana                                              |                                                         |                                                         |
| 2007 | 26ª                                                     | Eigla Carla Pereira de Oliveira                         | Campo Grande                                            |                                                         |                                                         |
| 2006 | 25ª                                                     | Rhaíssa Espíndola Siviero                               | Amambai                                                 | 4º. Lugar                                               |                                                         |
| 2005 | 24ª                                                     | Laila Teixeira Ramos                                    | Dois Irmãos do Buriti                                   |                                                         |                                                         |
| 2004 | 23ª                                                     | Maisa Krüger                                            | Dourados                                                |                                                         |                                                         |
| 2003 | 22ª                                                     | Michelly Yahn Freitas                                   | Ponta Porã                                              |                                                         |                                                         |
| 2002 | 21ª                                                     | Letícia de Souza Ávila                                  | Aquidauana                                              | Semifinalista (Top 10)                                  |                                                         |
| 2001 | 20ª                                                     | Ana Flora Nimer Gomes                                   | Ponta Porã                                              |                                                         |                                                         |
| 2000 | 19ª                                                     | Cláudia Renata Rohde Fisch                              | Campo Grande                                            |                                                         |                                                         |
| 1999 | 18ª                                                     | Mirian Jackeline Esteche Pavão                          | Ponta Porã                                              |                                                         |                                                         |
| 1998 | 17ª                                                     | Michella Dauzacker Marchi                               | Dourados                                                | MISS BRASIL 1998                                        | Semifinalista (Top 10)                                  |
| 1997 | 16ª                                                     | Tatiana da Costa Oliveira                               | Ponta Porã                                              |                                                         |                                                         |
| 1996 | 15ª                                                     | Ana Carina Góis Homa                                    | Campo Grande                                            | 4º. Lugar                                               |                                                         |
| 1995 | 14ª                                                     | Cláudia Provenzano                                      | Corumbá                                                 |                                                         |                                                         |
| 1994 | 13ª                                                     | Flávia Roberta Lopes                                    | Nova Andradina                                          | Semifinalista (Top 12)                                  |                                                         |
| 1993 | A Miss Brasil foi indicada, portanto não houve disputa. | A Miss Brasil foi indicada, portanto não houve disputa. | A Miss Brasil foi indicada, portanto não houve disputa. | A Miss Brasil foi indicada, portanto não houve disputa. | A Miss Brasil foi indicada, portanto não houve disputa. |
| 1992 | 12ª                                                     | Karlotte Eloiza Testoni                                 | Campo Grande                                            |                                                         |                                                         |
| 1991 | O Estado não enviou candidata ao Miss Brasil 1991.      | O Estado não enviou candidata ao Miss Brasil 1991.      | O Estado não enviou candidata ao Miss Brasil 1991.      | O Estado não enviou candidata ao Miss Brasil 1991.      | O Estado não enviou candidata ao Miss Brasil 1991.      |
| 1990 | Não houve disputa nacional de Miss Brasil em 1990.      | Não houve disputa nacional de Miss Brasil em 1990.      | Não houve disputa nacional de Miss Brasil em 1990.      | Não houve disputa nacional de Miss Brasil em 1990.      | Não houve disputa nacional de Miss Brasil em 1990.      |
| 1989 | 11ª                                                     | Deusa Aparecida Ottoni                                  | Campo Grande                                            | Semifinalista (Top 12)                                  |                                                         |
| 1988 | 10ª                                                     | Annelisy Faria da Cunha                                 | Campo Grande                                            |                                                         |                                                         |
| 1987 | 9ª                                                      | Eleny Monteiro Migliorini                               | Nova Andradina                                          |                                                         |                                                         |
| 1986 | 8ª                                                      | Ana Cristina Cestari                                    | Douradina                                               | 3º. Lugar                                               |                                                         |
| 1985 | 7ª                                                      | Kátia de Oliveira Pereira                               | Aquidauana                                              |                                                         |                                                         |
| 1984 | 6ª                                                      | Rossana S. Justiniano                                   | Campo Grande                                            | Semifinalista (Top 12)                                  |                                                         |
| 1983 | 5ª                                                      | Denize Demirdjian                                       | Campo Grande                                            | 2º. Lugar                                               |                                                         |
| 1982 | 4ª                                                      | Margarida da Silva                                      | Aquidauana                                              |                                                         |                                                         |
| 1981 | 3ª                                                      | Geanine Veiber Silva                                    | Campo Grande                                            |                                                         |                                                         |
| 1980 | 2ª                                                      | Nélia Araújo Delgado                                    | Corumbá                                                 |                                                         |                                                         |
| 1979 | 1ª                                                      | Vânia Regina Torraca                                    | Ponta Porã                                              | Semifinalista (Top 12)                                  |                                                         |

### Observações
1. Não são naturais do Estado, as misses:
  1. Ana Cristina Cestari (1986) é de Monte Alto, SP;
  2. Eleny Migliorini (1987) é de São Paulo, SP;
  3. Karlotte Testoni (1992) é de Gaspar, SC;
  4. Ana Carina Góis (1996) é de Votuporanga, SP;
  5. Cláudia Rohde (2000) é de Clementina, SP; [8]
  6. Lucilene Oliveira (2024) é de Juruaia, MG; [9]
  7. Érica Gonçalves (2025) é de Nova Odessa, SP.

### Títulos por Municípios
| Município             | Títulos | Vitórias                                                                    |
| --------------------- | ------- | --------------------------------------------------------------------------- |
| Campo Grande          | 13      | 1981, 1983, 1984, 1988, 1989, 1992, 1996 2000, 2007, 2009, 2016, 2023, 2025 |
| Aquidauana            | 5       | 1982, 1985, 2002, 2008, 2017                                                |
| Ponta Porã            | 5       | 1979, 1997, 1999, 2001, 2003                                                |
| Três Lagoas           | 4       | 2012, 2014, 2018, 2022                                                      |
| Dourados              | 3       | 1998, 2004, 2021                                                            |
| Corumbá               | 2       | 1980, 1995                                                                  |
| Nova Andradina        | 2       | 1987, 1994                                                                  |
| Rio Brilhante         | 1       | 2024                                                                        |
| Iguatemi              | 1       | 2019                                                                        |
| Glória de Dourados    | 1       | 2015                                                                        |
| Sidrolândia           | 1       | 2013                                                                        |
| Ivinhema              | 1       | 2011                                                                        |
| Naviraí               | 1       | 2010                                                                        |
| Amambai               | 1       | 2006                                                                        |
| Dois Irmãos do Buriti | 1       | 2005                                                                        |
| Douradina             | 1       | 1986                                                                        |